# Rucăreni
Rucăreni – wieś w Rumunii, w okręgu Vrancea, w gminie Soveja. W 2011 roku liczyła 444
mieszkańców